# Francisco de Valverde y Montalvo
Francisco de Valverde y Montalvo (Oropesa, España-Cuzco, Perú, muerte: 5 de julio de 1593), aristócrata y militar español venido al Perú durante el período de conquista. Terrateniente y poseedor de una de las grandes fortunas del Perú durante su época.

## Biografía
Nació en Oropesa, España, dentro de una familia originaria del Condado de Treviño emparentada con varias familias hidalgas y nobiliarias, entre ellas la Casa de Toledo y los Pizarro. Su padre fue Francisco de Valverde y Álvarez familia de Francisco Pizarro, hermano de fray Vicente de Valverde, sobrinos ambos del conde de Oropesa.
Sirvió a las órdenes del Gran Capitán y del conquistador Francisco Pizarro, con quien vino al Perú, dando comienzo a una de las familias más importantes. Su madre fue Constanza Núñez de Montalvo, hija de Nicolás Enríquez y Juana Rodríguez del Campo. Fue primo de Juan Blázquez de Valverde, quien fue Rector de la Universidad de San Marcos y Gobernador de Paraguay.
Fue caballero de la Orden de Santiago y Familiar del Santo Oficio de la Inquisición de Lima.

## Matrimonios
En 1576, se casó en primeras nupcias con su sobrina nieta Paula de Silva y Guzmán, hija del cronista Diego de Silva y Guzmán y Teresa Orgóñez de Valverde y nieta del escritor español Feliciano de Silva. Paula de Silva había estado casada antes con Pedro López de Cazalla y no tuvo sucesión de su matrimonio con Valverde.
Contrajo segundas nupcias con la arequipeña Bernardina Hernández de la Cuba Maldonado, hija del conquistador Diego Fernández de la Cuba y Maldonado (fundador de Villa de Arequipa y corregidor de Chucuito) y de la española Juana de Mercado y Peñalosa Tosdado.

## Descendencia
De su segundo matrimonio tuvo dos hijos:
- Francisco de Valverde Montalvo y Maldonado (1584-1651), Caballero de la Orden de Santiago, llegó a ser alcalde del Cabildo del Cuzco. Se casó con Melchora Arias de Contreras y Ulloa, con quien tuvo tres hijos, uno de ellos casado con una sobrina de los emperadores Atahualpa y Huascar. De esta rama descienden los actuales condes de Las Lagunas y marqueses de Torrebermeja. Otro de sus hijos fue el obispo Vasco de Contreras y Valverde, quien llegó a ser Rector de San Marcos.
- Constanza de Valverde y Maldonado, casada con Jerónimo Costilla y Nocedo, con quien tuvo dos hijos, entre ellos Pablo Costilla y Valverde, III marqués de San Juan de Buenavista, cuya hija se casó con Nicolás Jiménez de Lobatón y Azaña, I marqués de Rocafuerte.

La gran cantidad de propiedades y riquezas que poseyó en el Perú, convertirían a su familia en una de las más poderosas e influyentes durante el virreinato y comienzos de la República. Una de sus más famosas descendientes fue la riquísima Josefa Francisca de Valverde y Ampuero, quien casó con Simón de Ontañón y Ximénez de Lobatón II conde de Las Lagunas, uno de los firmantes de la Declaración de Independencia del Perú en 1821.
Anteriormente a la independencia de 1821, el hermano de Josefa Francisca de Valverde y Ampuero, el capitán Manuel de Valverde y Ampuero de las Infantas, casado con la heredera del condado de Villaminaya, fue propuesto como jefe de una restaurada monarquía incaica durante el alzamiento cusqueño de 1805 al ser bisnieto de Inés Huaylas, que era hija del emperador Huayna Cápac y hermana del Inca Atahualpa.